# Besedni kvadrat
Besedni magični kvadrat je v jezikoslovju in ugankarstvu kvadratni lik, ki vsebuje iste besede vpisane vodoravno in navpično. Primer magičnega kvadrata 4×4:
| W I K I |
| I B A R |
| K A K I |
| I R I S |

Spodnji magični lik, velikosti 6×6, je delo slovenskega ugankarja Pavleta Gregorca:
| S K R Č K A |
| K R O K A R |
| R O M A N I |
| Č K A L J A |
| K A N J O N |
| A R I A N A |

Kvadrat večjih razsežnosti je teže sestaviti, v slovenskem ugankarstvu obstajajo magični kvadrati velikosti 7×7. Največji kvadratki besed, izdelani v katerem koli jeziku, so v latinščini kvadratki 11×11. Kvadrati velikosti 9×9 so bili zgrajeni v francoščini, kvadrati 8×8 pa v italijanščini in španščini.
Znamenit je latinski palindromni magični kvadrat Sator Arepo Tenet Opera Rotas:
| S A T O R |
| A R E P O |
| T E N E T |
| O P E R A |
| R O T A S |